# Ski Club Camprodon
L'Ski Club Camprodon és un club de Camprodon fundat el 1934. El 2000 va participar en la fundació de l'estació d'esquí Vallter 2000.
El club va ser fundat l'any 1934 per Lluís Rigat, Miquel Costa, Marià Suriñach, Jaume Bertran i Martí Magret, gent unida per la passió de l'esquí. El club no només compta amb la disciplina de l'esquí sinó que pretén instruir als joves i gent gran valors com el companyerisme a través del món de l'esport.